# 오가사와라 마사노부

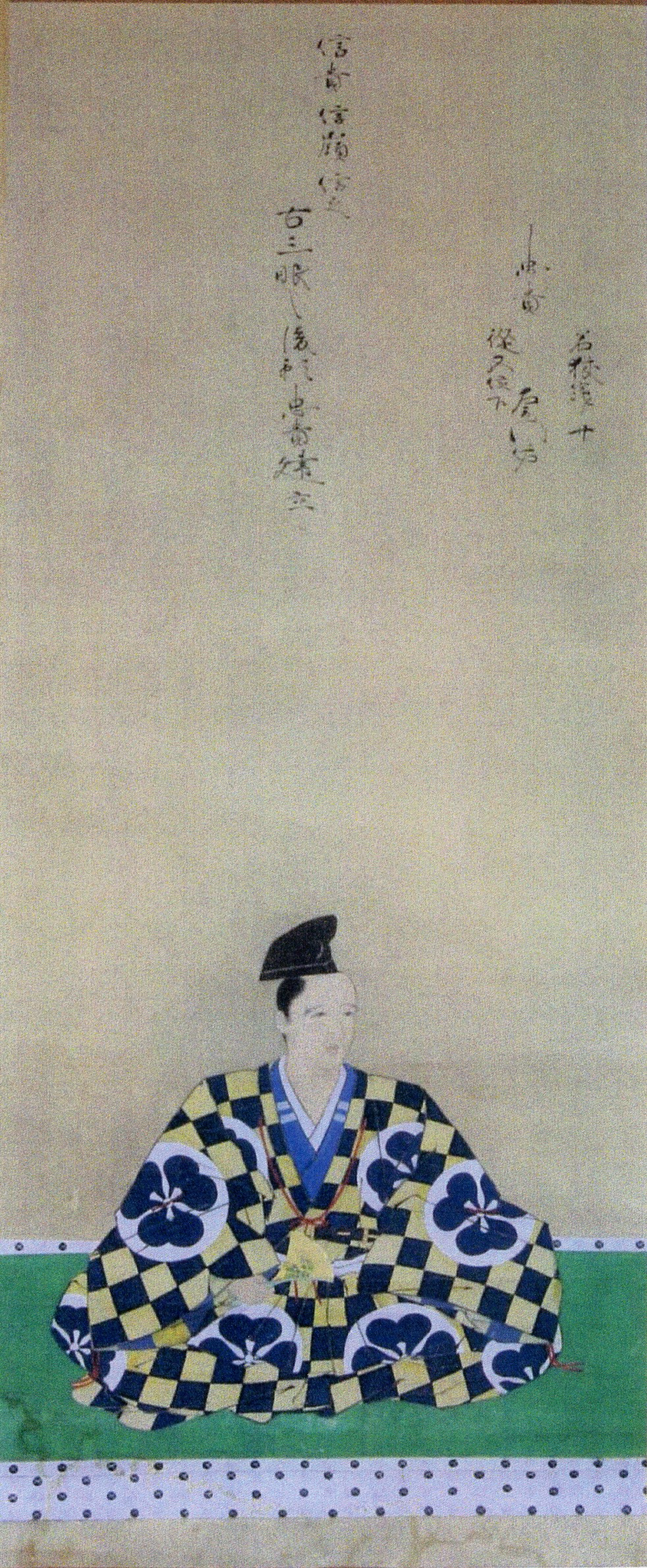
오가사와라 마사노부

오가사와라 마사노부(小笠原政信)는 에도 시대 전기의 다이묘이다. 시모사 고가 번 제2대 번주를 거쳐 시모사 세키야도 번 초대 번주가 된다. 친조부는 사카이 다다쓰구. 오가사와라 가 노부미네 계(信嶺系小笠原家) 제2대 당주.
| 전임 오가사와라 노부유키 | 제2대 고가 번 번주 (오가사와라가, 노부미네계) 1614년 ~ 1619년 | 후임 오쿠다이라 다다마사 |

| 전임 마쓰다이라 시게카쓰 | 제1대 세키야도 번 번주 (오가사와라가) 1619년 ~ 1640년 | 후임 오가사와라 사다노부 |